# Глухих, Андрей Юрьевич
Андрей Юрьевич Глухих (30 июня 1970) — российский футболист, выступавший на позиции нападающего. Играл в высшей лиге Молдавии, первом и втором дивизионах России.

## Биография
Воспитанник ижевской ДЮСШ «СК Ижпланета», тренер — Владимир Михайлович Шишкин, учился вместе с Дружининым, Кожевниковым, Масловым, Маслюковым, Юминовым. С 1988 года играл за старшую команду своего спортивного клуба в соревнованиях коллективов физкультуры. В 1991 году дебютировал на профессиональном уровне в «Соколе» из Сарапула и в том же сезоне перешёл в ижевский «Зенит».
В сезоне 1992/93 перешёл в тираспольский «Тилигул», в его составе сыграл 5 матчей и забил 1 гол в чемпионате Молдавии и стал серебряным призёром чемпионата. На следующий сезон сыграл ещё два матча за «Тилигул» и ещё в ходе первого круга перешёл в бендерскую «Тигину», в её составе сыграл 8 матчей и забил 3 гола. Всего в высшем дивизионе Молдавии выходил на поле 15 раз и забил 4 мяча. В начале 1994 года вернулся в Россию.
С 1994 года в течение шести с половиной сезонов выступал за ижевский «Газовик-Газпром». В 1995 году в составе команды стал победителем зонального турнира второго дивизиона, затем выступал в первом дивизионе. Всего в составе «Газовика-Газпрома» сыграл 191 матч в первенствах страны и 11 — в Кубках. Летом 2000 года перешёл в «КАМАЗ-Чаллы», затем два сезона не выступал на профессиональном уровне, а завершил профессиональную карьеру в 2003 году в 33-летнем возрасте в составе ижевского «Динамо».
Всего за ижевские профессиональные клубы сыграл более 250 матчей.
Окончил Удмуртский государственный университет, факультет физкультуры и спорта. После окончания карьеры играл за команду «Торпедо — Белый Пароход» (Ижевск) в соревнованиях ветеранов, становился чемпионом Удмуртии, и играет в мини-футбол за ветеранов «Зенита».